# Kastell Niederbieber
Das Kastell Niederbieber war ein römisches Grenzkastell des Obergermanischen Limes, das seit 2005 den Status eines UNESCO-Weltkulturerbes besitzt. Das frühere Auxiliarkastell, eines der größten am Limes, liegt heute als Bodendenkmal unter einer nach 1945 entstandenen Eigenheimsiedlung von Niederbieber, einem Stadtteil der rheinland-pfälzischen Stadt Neuwied in der Bundesrepublik Deutschland. Niederbieber zählt zu den größten, bedeutendsten und besterforschten römischen Militärlagern am Obergermanischen Limes. Trotz des unersetzbaren militär- und kulturgeschichtlichen Wertes dieser Anlage und seiner dazugehörigen Lagersiedlung konnten die rücksichtslos vorangetriebenen Zerstörungen bis in die jüngste Zeit fortgesetzt werden. In wissenschaftlichen Kreisen wird daher von einem „immensen Verlust“ gesprochen.

## Lage

Die historische Karte aus der Zeit der Reichs-Limeskommission zeigt die Lage des Kastells am Limes (rot) sowie das damals bekannte und/oder vermutete Wegenetz (grün).

Das Kastell Niederbieber befindet sich topographisch auf einer flachen Geländeerhebung östlich eines Bogens, den die Wied bildet, unmittelbar nachdem sie den Bereich des Westerwaldes verlassen hat und in das Neuwieder Becken eingetreten ist. Nach Osten und Süden hin wird diese Erhebung durch den Aubach begrenzt.
In römischer Zeit lag die Fortifikation unmittelbar hinter dem nur rund 150 Meter nordöstlich das Lager passierenden Limes an einer Stelle, an der mehrere Wege von Nordwesten und Norden her in das Neuwieder Becken eintraten. Der Kastellbesatzung oblag vermutlich die Überwachung dieser Verkehrswege sowie des Tales der Wied. Darüber hinaus wurden vermutlich die Mannschaften für die Wachtürme und Kleinkastelle des nördlichsten Limesbereichs bis hinauf zum Kleinkastell Rheinbrohl von hier abkommandiert.
Im heutigen Ortsbild wird die Lage des Kastells ungefähr durch das Geviert beschrieben, das von den Straßen Burgstraße, Am Limes, Melsbacher Straße und Ringmauerstraße gebildet wird. Die Ringmauerstraße befindet sich allerdings noch ein Stück weit innerhalb des Lagers, dessen Prätorialfront (Vorderfront) rund 60 Meter weiter südlich parallel zu ihr verläuft.

## Forschungsgeschichte

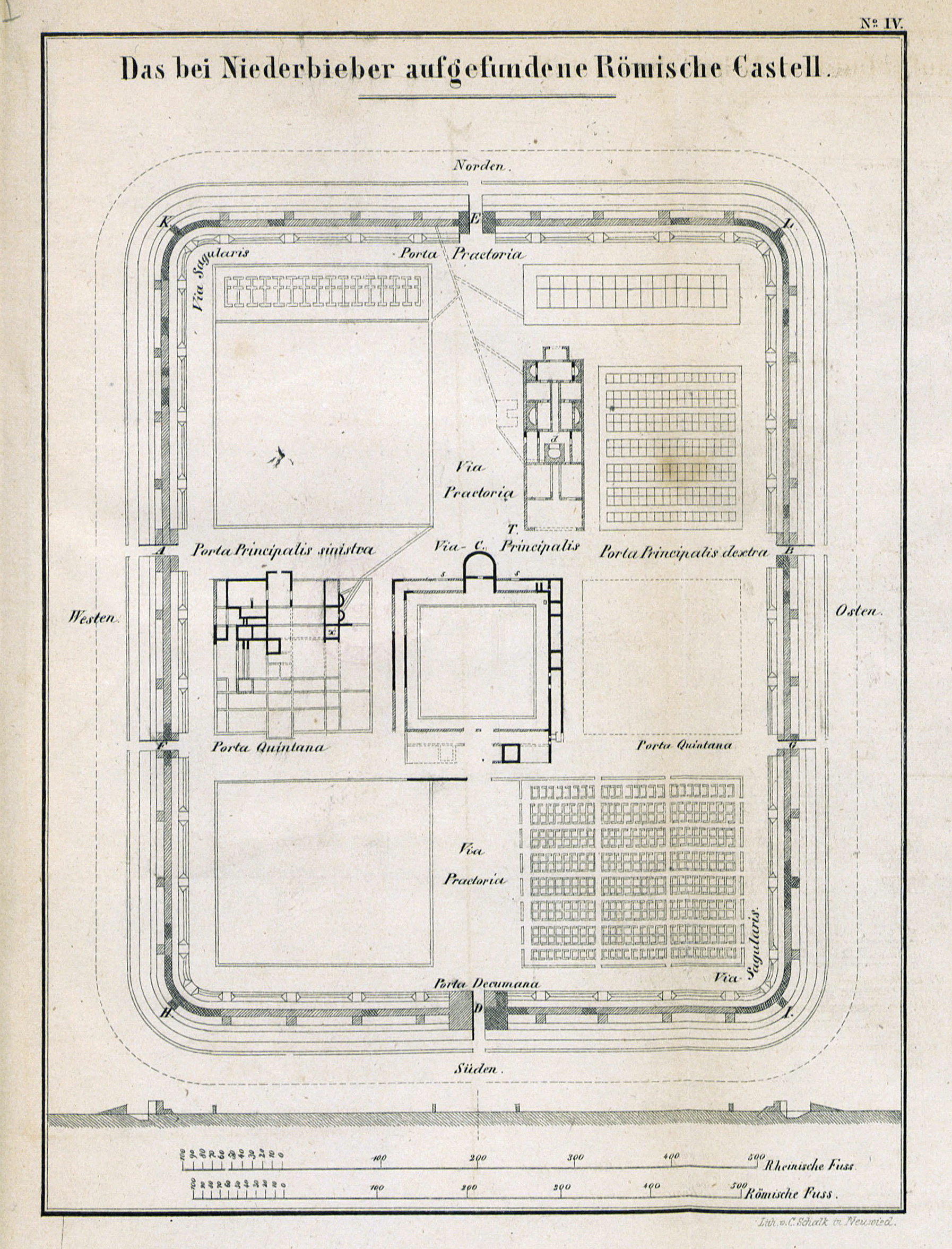
Ein historischer Plan von 1851 zeigt die damals bekannten Strukturen und Interpretationen zum Kastell Niederbieber.

Bereits aus dem 17. Jahrhundert stammen die ersten Berichte über Ruinen und Funde von Inschriftensteinen im Gebiet um das damalige Dorf Niederbieber, dessen alte Gewannnamen, wie „Auf der Altenburg“ und „Auf der Ringmauer“ auf das Kastell hinwiesen und zum Teil noch in den modernen Straßennamen erhalten sind.
Im 18. Jahrhundert entstand im Schloss Neuwied der Grundstock einer ersten Antikensammlung mit Funden aus dem Kastell- und Vicusbereich von Niederbieber. Den Anstoß dazu hatte 1759 der damalige Graf Johann Friedrich Alexander gegeben. Auf die gräfliche Anfrage, was an örtlichen Altertümern bekannt sei, berichtete der damalige Pastor Breusing von Niederbieber über einen Palast, der Auf der Altenburg gestanden habe. Der Geistliche begann noch im gleichen Jahr damit, ein Stockwerk tief in dem Gelände zu graben. Dabei fand er nach eigenem Bekunden unter anderem eine Waage, das kupferne Brustbild eines Götzen sowie Dachpfannen, Kohle und Asche. Offensichtlich gingen etliche Funde verloren, bevor sie den Grafen erreichten. Ab Februar 1791 begannen auf Veranlassung der altertumsbegeisterten Fürstin Luise Wilhelmine zu Wied – die im Sommer desselben Jahres höchstpersönlich den Spaten in Niederbieber ansetzte – planmäßige, allerdings weitgehend undokumentierte Ausgrabungen. Zunächst mit einigen Unterbrechungen unter der Leitung des Ingenieurhauptmannes Christian Friedrich Hoffmann und nach dessen Tod im Jahr 1820 bis 1829 durch den Archivrat Hugo von Knopäus († 1838). Während der Zeit nach 1820 interessierte sich auch der pensionierte, altertumsbegeisterte Hofrat Wilhelm Dorow (1790–1845) für das Kastellgelände. Hatte bereits Hoffmann (1819, 1823) über seine Grabungen veröffentlicht, gab Dorow 1826 weitere Forschungsergebnisse und Zusammenstellungen aus dem Nachlass Hoffmanns heraus. Weitere Berichte folgten. Viele der schönsten und wertvollsten Stücke aus den Grabungen hielten Einzug in die fürstliche Sammlung, die von vielen Gelehrten, wie Goethe 1815 besucht wurde.
Nach der Mitte des 19. Jahrhunderts war von dem damals noch im offenen Gelände gelegenen Kastell bis auf einige Bodensenken, die von Steinraub zeugten, außer Ziegel und Mörtelresten nichts mehr zu sehen. Der Archäologiepionier Karl August von Cohausen (1812–1894) berichtete 1869, von einer damals sichtbaren teilweisen Aufgrabung der Umfassungsmauer, aus der Steinmaterial für den Straßenbau entnommen worden war. Wie der Bergbauexperte Ernst Heinrich von Dechen (1800–1889) bereits 1864 berichtet hatte, war die Wehrmauer noch 1861 offen sichtbar gewesen, bevor ihre Reste „als Packlage für die Strasse von Niederbieber nach Oberbieber“ ausgebrochen wurden.
In den folgenden Jahrzehnten kam es immer wieder zu vereinzelten Untersuchungen, bis ab 1894 die archäologischen Ausgrabungen wieder aufgenommen wurden. Zunächst unter der Leitung des Altertumsforschers Constantin Koenen (1854–1929), und ab 1897 unter der des Archäologen und Streckenkommissars der Reichs-Limeskommission (RLK), Emil Ritterling (1861–1928). Niederbieber wurde in der Folge zu einem der bedeutendsten Projekte der RLK. Weitere Forschungen der Kommission fanden 1898, 1900, 1905 bis 1912 statt. Noch im ersten Kriegsjahr erschien die wegweisende Publikation der Niederbieber Keramik durch Franz Oelmann (1883–1963). Oelmanns Publikation ist in der Forschung bis heute von Bedeutung, da sie einen geschlossenen Fundkomplex des 3. Jahrhunderts und des Limesfalls in der Zeit der Reichskrise darstellt. Zahlreiche Formen sowohl der feinkeramischen Terra Sigillata als auch der Gebrauchskeramik sind nach dem Fundort Niederbieber benannt. In der provinzialrömischen Archäologie werden Funde aus dieser Zeit als Niederbieber-Horizont bezeichnet. Auch ein Helmtyp des 3. Jahrhunderts wird nach dem Fundort als Typ Niederbieber bezeichnet.
Hatte die Reichs-Limeskommission noch weitgehend ungestört auf freiem Feld arbeiten können, wurden die nach dem Zweiten Weltkrieg als Notgrabungen stattfindenden Untersuchungen der Jahre 1963 bis 1968 und 1973/1974 zum Wettlauf mit der Zeit. Damals waren die architektonischen Baureste des bis dahin erhaltenen Kastellareals zum Abbruch freigegeben worden, um Bauland für Eigenheime zu schaffen. Dazu kam – im Bereich des Lagerdorfes – der massiven Abbau der örtlichen Bimsvorkommen. Auf die kulturhistorische Bedeutung dieser über 200-jährigen Grabungsstelle nahmen die Verantwortlichen keine Rücksicht. Hatte bei den Forschungen des 19. Jahrhunderts noch das Kastell selbst im Vordergrund gestanden, so bildete – notgedrungen – das zivile Lagerdorf den Schwerpunkt der Untersuchungen, die durch das damalige Staatliche Amt für Vor- und Frühgeschichte in den Regierungsbezirken Koblenz und Montabaur unter der örtlichen Leitung von Hans Eiden vorgenommen wurden.
Insgesamt kam es in den gut sechs Jahrzehnten seit dem Zweiten Weltkrieg bis in die jüngste Vergangenheit durch moderne Wohnbebauung zu den größten Zerstörungen an den antiken Befunden. Von Archäologenseite wurde das in ihren Augen rücksichtslose Vorgehen der Bauherren und das mangelnde Verständnis der örtlichen Behörden für wissenschaftliche Belange heftig kritisiert. 1986 konnte nur noch das Kastellbad sowie das heute inmitten der Eigenheimsiedlung verloren wirkende Nordtor gerettet und zugänglich gemacht werden. Waren Behörden und der deutsche Denkmalschutz gegenüber der zügellosen Bauspekulation offensichtlich machtlos, gelang es erst mit dem seit 2005 geltenden Status als Weltkulturerbe, einen Teil des Südtors vor einer drohenden Überbauung zu sichern.
Die verbliebenen Bereiche sind als Grabungsschutzgebiete ausgewiesen. Oberirdisch sind nur die Grundmauern der Porta Decumana und des Kastellbades konserviert und teilrekonstruiert worden. Sie wurden in ein modernes Wohngebiet integriert, mit Ausstellungsvitrinen und Informationstafeln versehen und können besichtigt werden.

## Kastell

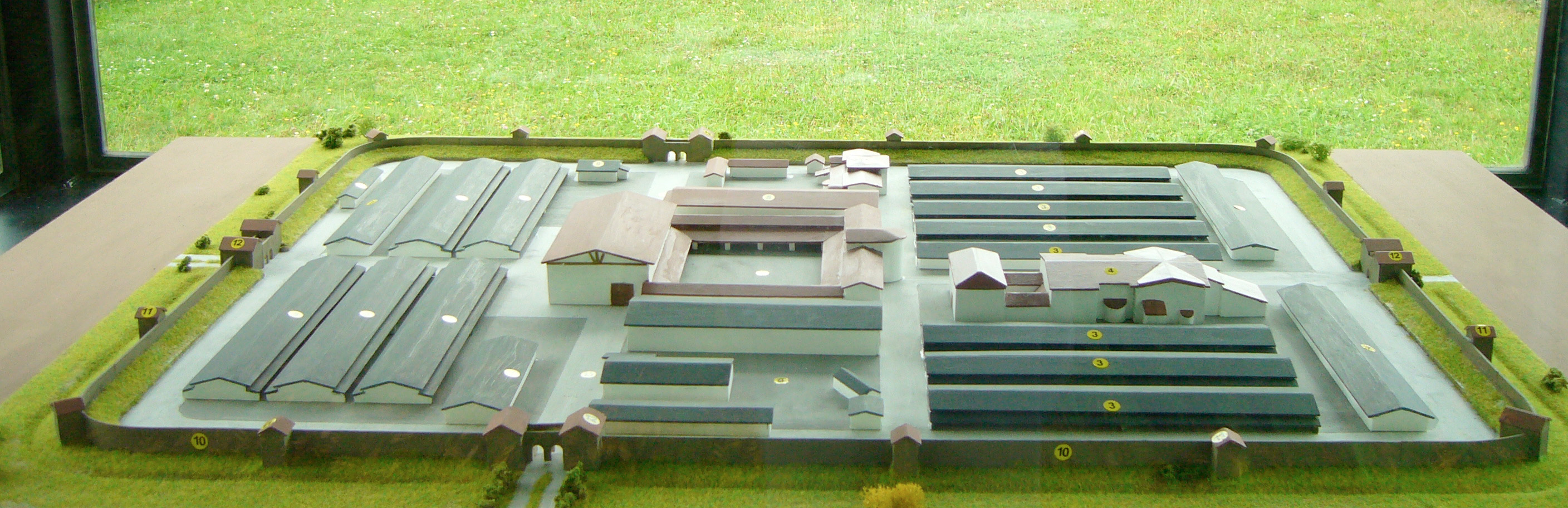
Modell des Kastells

Das Militärlager von Niederbieber wurde in den letzten beiden Jahrzehnten des zweiten Jahrhunderts n. Chr. zur Verstärkung des unter germanischen Offensivdruck geratenen Obergermanischen Limes, etwa zeitgleich mit dem südwestlich von ihm, auf dem Gebiet des heutigen Rhein-Lahn-Kreises gelegenen Kastell Holzhausen errichtet. In der gegenwärtigen Forschungsdiskussion stehen die Gründungsdaten von 185 n. Chr. bzw. 193/194 n. Chr. Für letzteres Datum spricht ein bereits 1958 gefundenes, aber erst 1997 publiziertes Fragment einer Ehreninschrift für Kaiser Septimius Severus (193–211). Das Kastell trat an die Stelle des nur wenige Kilometer rheinwärts gelegenen Kastells Heddesdorf und war in den folgenden Jahrzehnten das größte, am stärksten befestigte und bedeutendste Auxiliarkastell des nördlichen Limesabschnitts. Der rechteckige Grundriss mit seinen abgerundeten Ecken (Spielkartenform) bedeckte mit 265,20 × 198,50 Meter eine Fläche von 5,25 Hektar.

### Umwehrung

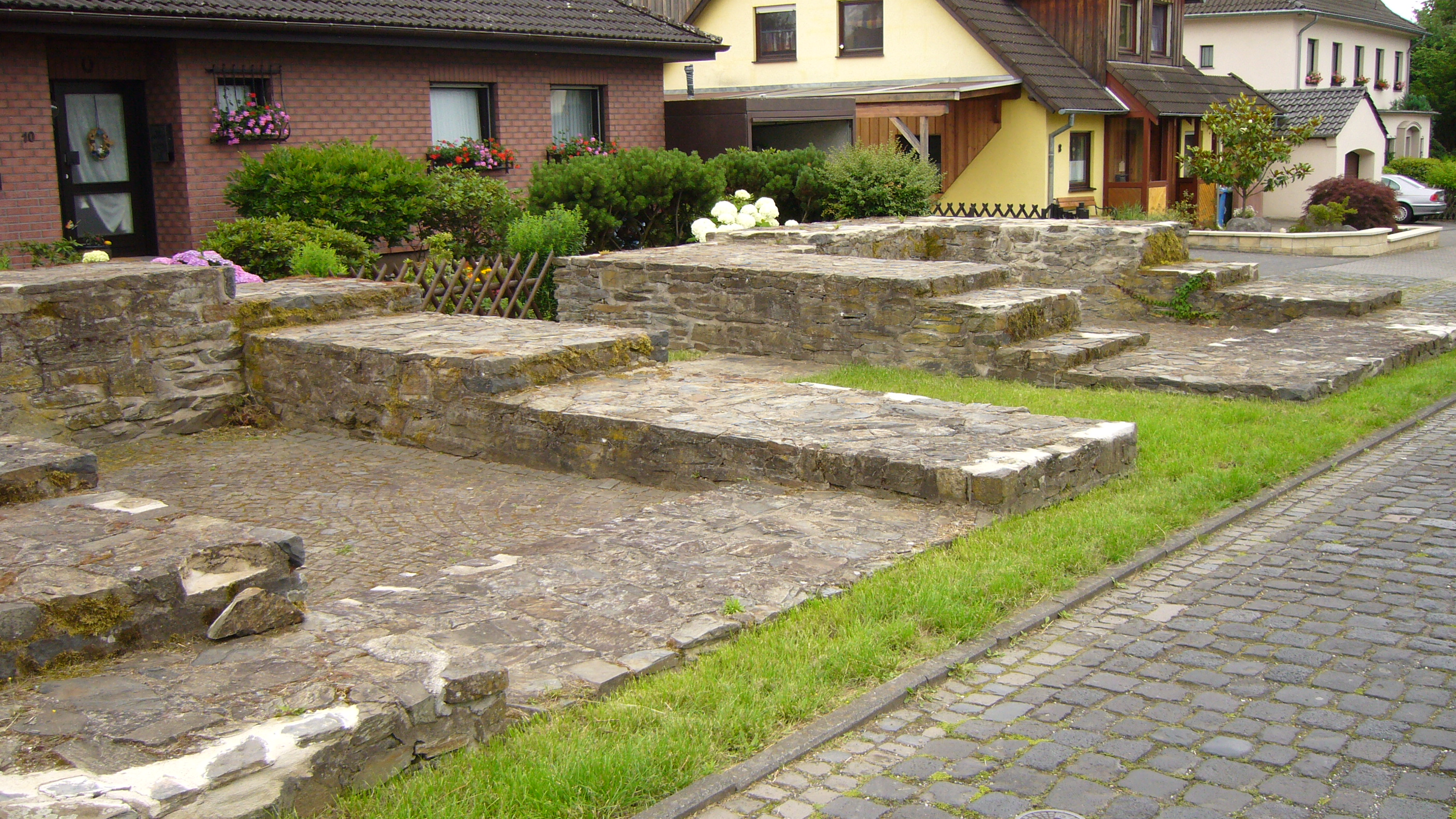
Konservierte und rekonstruierte Grundmauern der Porta decumana

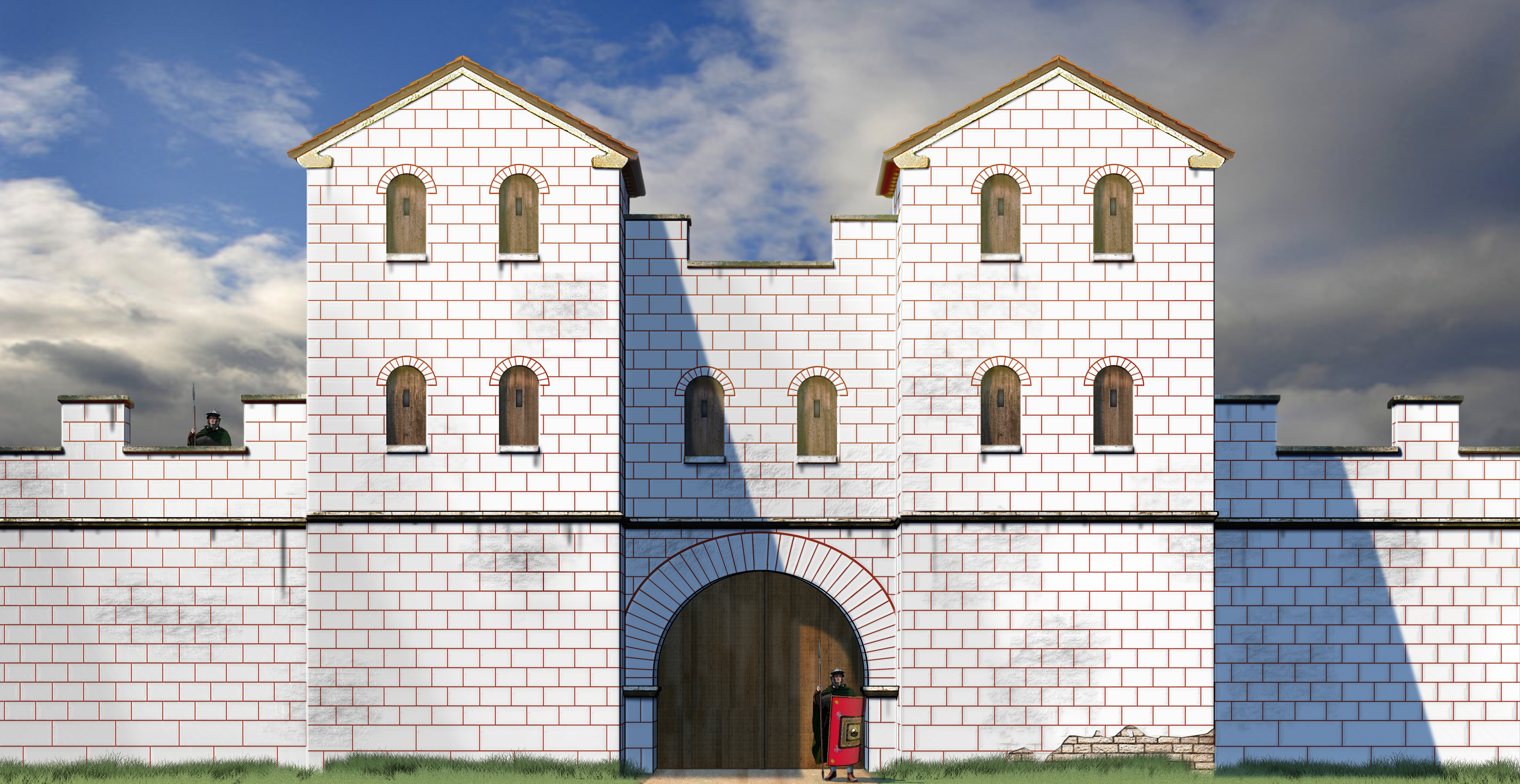
Rekonstruktionsversuch einer Porta decumana, hier das Nordtor am Donaukastell Mautern, Niederösterreich. Ähnlich könnte auch das Nordtor von Niederbieber ausgesehen haben.

Geschützt wurde das Lager von einer im aufgehenden Bereich zwischen 1,50 Meter und 1,60 Meter mächtigen Wehrmauer, vor der nach einer 5,50 bis 6,50 Meter breiten Berme ein 1,50 Meter tiefer und zwischen sechs und 6,50 Meter breiter Spitzgraben verlief. Vor dem Graben konnten die Spuren von weiteren Annäherungshindernissen, wie kleineren Gräben für angespitzte Hölzer (Cippi) und Astverhaue festgestellt werden. Diese befanden sich auf einem etwa 100 bis 150 Meter breiten unbebauten Streifen, der die Fortifikation von der Zivilsiedlung, dem Vicus, abtrennte.
Die Mauer selbst, deren Fundamentsstickung eine Mächtigkeit von bis zu 2,40 Meter erreichte, war an der Außenseite mit Mörtel verputzt, dessen Kalkanstrich mit roten Linien auf weißem Grund ein Quadermauerwerk vortäuschte. An ihren Ecken war die Umfassungsmauer mit wuchtigen, vorspringenden Türmen versehen. Daneben gab es mindestens zehn massiv gemauerte Zwischentürme, die bei einer Breite von 3,25 Meter ebenfalls deutlich nach außen hin vorsprangen. Das Vorspringen ermöglichte eine umfassende Beherrschung des gesamten Lagervorfeldes sowie eine flankierende Beschießung der gesamten Kurtine. Die Größe und Wuchtigkeit der Türme könnte dafür sprechen, dass ihre Plattformen möglicherweise auch als Geschützstände (Ballistaria) für leichte Pfeilkatapulte genutzt wurden, wie diese inschriftlich erstmals für das frühe 3. Jahrhundert in Britannien nachgewiesen sind. Hinter der Wehrmauer befand sich eine drei Meter hohe, zum Lagerinneren hin abfallende Wallaufschüttung. Um ein Abrutschen dieser Erdmassen zu verhindern, wurde der Damm an seiner Sohle mittels Palisaden und Trockenmauern verstärkt. Auf dem Wall selbst befand sich hinter der zinnengekrönten Umfassungsmauer der Wehrgang.
Festungsbauliche Details, wie die weit aus dem Verband der Umfassungsmauer hervorkragenden Türme sowie der für Kastelle der Prinzipatszeit ungewöhnlich weit entfernt angelegte Wehrgraben, zeigen bereits deutlich den Weg von der mittelkaiserzeitlichen befestigten Kaserne zur spätantiken Festung auf. Niederbieber war in dieser Hinsicht sogar das älteste Kastell, an dem diese Neuerungen – vor den Zerstörungen des 20. Jahrhunderts – so vollständig beobachtet werden konnten.
Unterbrochen wurden die Mauer und der Verlauf des Grabens durch vier Tore zu allen Haupthimmelsrichtungen, die von ebenfalls vorspringenden Türmen flankiert waren. Nach Süden, an der schmalseitigen Prätorialfront, öffnete sich das repräsentative, 20,70 Meter breite Haupttor, die Porta praetoria. An den beiden Längsseiten befanden sich sehr ähnlich konstruierte Zugänge: die Porta principalis sinistra (linkes Seitentor) im Westen und die Porta principalis dextra (rechtes Seitentor) im Osten. Alle drei Pforten waren als über 20 Meter breite Doppeltore mit jeweils zwei Torwegen angelegt, die eine lichte Weite von drei Metern besaßen. Nur das rückwärtige Lagertor, die der Porta praetoria gegenüberliegende Porta Decumana, wich von diesem Schema ab. Sie besaß bei einer Gesamtweite von 14,80 Metern nur einen einzigen Torweg von drei Metern Breite. Mit ihrer dem Limes abgewandten Prätorialfront weicht das Kastell deutlich vom üblichen Schema der Limeskastelle ab. Üblicherweise öffnete sich das Haupttor zum Limes hin. Während der erstmaligen Ergrabung der damals noch rund 0,60 Meter hoch erhaltenen Porta decumana im Jahr 1801 fand sich im Basisbereich noch ein großer, behauener Tuffstein, der auf seiner Rückseite die eingehauene Zahl XXV (25) aufwies. Alle anderen entsprechenden Steine waren damals bereits ausgebrochen. Möglicherweise hatten antike Steinmetze die Zahl eingemeißelt, um ihre Tagesleistung zu zählen, analog ähnlicher Markierungen, die immer wieder an römischen Dachziegeln entdeckt werden. In den alten Berichten wurde das 1801 entdeckte rückwärtige Tor vermeintlich als Porta praetoria angesprochen.

### Innenbauten
Nach Abzug der gesamten Umwehrungs- und Toranlagen verblieb im Lagerinneren eine Nutzfläche von rund 40.000 Quadratmeter. Die Gliederung dieses Areals wurde durch das weitgehend standardisierte Bauschema der Prinzipatszeit vorbestimmt. An der Umwehrung und den Türmen entlang führte um den bebauten Bereich die Lagerringstraße (Via sagularis). Dieses Areal wurde durch zwei im Lagerzentrum rechtwinklig aufeinandertreffende Hauptstraßen in vier Teile gegliedert. Die vom Schnittpunkt der Straßen nach Süden zur Prätorialfront mit der Porta praetoria führende Lagerhauptstraße hieß Via Praetoria, ihr gegenüber lag die entgegengesetzte Via Decumana, die an der Porta decumana mündete. Nach Westen führte die Via principalis sinistra zur Porta principalis sinistra, im Osten lag die Via principalis dextra mit der Porta principalis dextra. Über dem Kreuzungspunkt stand eine dem zentralen Stabs- und Verwaltungsgebäude (Principia) vorgelagerte, große Vorhalle. Der ost-westlich orientierte Lagermittelstreifen, auf dem die Principia errichtet wurden, war Standort weiterer wichtiger infrastruktureller Bauten, wie dem Getreidespeicher (Horreum) und einer Werkstätte (Fabrica). Außerdem befand sich hier das repräsentative Wohnhaus des Kommandanten (Praetorium)

#### Principia
Die abzüglich der großen, rechteckigen Vorhalle annähernd quadratische principia, die sich die beiden im Kastell stationierten Einheiten (Numeri) teilten, nahm mit ihren Seitenlängen von 53,30 × 52,00 Meter eine Grundfläche von knapp 2.800 Quadratmeter in Anspruch. Hier fanden sich derart viele eindeutig identifizierbare Gegenstände, dass sich der Verwendungszweck der Räume im erhaltenen Erdgeschoss noch erkennen ließ. Eine solch klare Befundlage ist äußerst selten und nur noch mit dem nordafrikanischen Legionslager Lambaesis oder dem Kastell Dura Europos in Syrien vergleichbar.
Die Dienst- und Verwaltungsräume gruppierten sich im Karree um einen offenen Portikushof, in dem das Skelett eines offenbar im Kampf gefallene Mannes mit einer Lanze gefunden wurde. Für die große Vorhalle verzeichnete Dorows Grabungsplan mehrere Einbauten, die nicht aus der Erbauungszeit stammen können. In den rechts an den Innenhof angegliederten Armamentariae fanden sich noch zahlreiche Kistenbeschläge, Schlösser und Waffen. Die rückwärtige, nördlich gelegene west-östlich verlaufende Raumflucht bestand aus insgesamt neun Räumen, deren mittlerer das mit einer halbrunden Apsis versehene Fahnenheiligtum war. Die anderen acht Räume dienten als Amtsstuben. Für einen Teil dieser Räumlichkeiten konnte Ritterling bei seinen Ausgrabungen noch die spärlichen Reste von Hypokaustanlagen nachweisen. Der östlichste dieser Räume wurde als Schreibstube (Tabularium) der Brittonen genutzt. Die Ausgräber bargen hier Scharniere, Beschläge und Schlösser von Aktenschränken. Zudem fand sich das steinerne Bruchstück eines Genius dieses Amtsraumes mit einer dazu passenden Inschrift. Vibius Mercurialis, der Stifter, war ein Schreibstubenbediensteter (Librarius) des Numerus Brittonum Antoninianorum. Den Ehrennamen Antoninianorum wird die Einheit während der Regierungszeit des Kaisers Caracalla erhalten haben. Das Zimmer unmittelbar östlich des Fahnenheiligtums gehörte der Schola (Gemeinschaft) der Standartenträger (Vexillarii und Imaginifer). Der dort im Oktober 1815 geborgene steinerne Genius steht auf einem Sockel mit einer ausführlichen konsulardatierten Inschrift:
In h(onorem) d(omus) d(ivinae) Genio vexillar(iorum) et
imaginif(erorum) Attianus Coresi vex(illarius)
Fortionius Constitutus
imag(inifer) signum cum (a)edic(u)la
et tab(u)l(am) marmoream d(onum) d(ederunt) d(edicaverunt)
Imp(eratore) d(omino) n(ostro) Gordi(a)no Aug(usto) et Aviola co(n)s(ulibus)
Übersetzung: „Zu Ehren des göttlichen Kaiserhauses, dem Genius der Fahnenträger und der Träger des Kaiserbildnisses. Attianus Coresi, Fahnenträger, Fortionius Constitutus, Träger des Kaiserbildnisses, haben dieses Symbol mit einem Schrein und einer marmornen Tafel als Geschenk gegeben und geweiht. Als der Imperator, unser Herr Gordianus Augustus und Manius Acilius Aviola Konsuln waren (239 n. Chr).“
Dorow barg aus den rückwärtigen Räumen des Stabsgebäudes unter anderem kultische Gegenstände wie eine Sandsteinstatuette und zwei Votivfüße aus Eisen und Silber. Aus einem nahegelegenen Abzugskanal soll 1791 die Bronzestatuette eines Genius ans Licht gekommen sein. Außer diesem bereits von Dorow (1826) und später von Cohausen (1869) angegebenen Fundort wurde im Der obergermanisch-raetische Limes des Roemerreiches (ORL) auch davon gesprochen, das Figürchen sei im Hauptkanal des Bades gefunden worden, doch erscheint eine Aufstellung in den Principia wesentlich wahrscheinlicher. Der bei seiner Auffindung noch vollständige Genius hat zu einem unbekannten Zeitpunkt ein Füllhorn verloren, das er in seiner Hand getragen hatte. Die auf dem rechteckigen Statuettensockel angebrachte zweiphasige Inschrift bezeugt den gelebten Kaiserkult in den Kastellen:
Linke Seite:
In h(onorem) d(omus) d(ivinae) baioli
et vexillari(i) col-
legio Victorien-
sium signifer-
orum Genium d-
e suo fecerunt
VIIII Kal(endas) Octobr(es)
Pr(a)esente et Albino
co(n)s(ulibus)
h(i) XIIII d(e) s(uo) r(estituerunt)
Vorderseite:
Satullus, Sattara, Macrinus, Laetus, Apollinaris, Secundanus, Ursus
Rechte Seite:
Paternus, Prudens, Marianus, Dagovassus, Cerialis, Aturo, Victor
Übersetzung: „Zu Ehren des göttlichen Kaiserhauses, die Baioli (Meldereiter?) und Fahnenträger haben für das Kollegium Victoriensium der Feldzeichenträger diesen Genius auf eigene Kosten herstellen lassen. Am 23. September als Gaius Bruttius Praesens und Caius Allius Albinus Konsuln waren (23. September 246).“
Die folgenden Zeilen des Textes und die oben aufgelisteten, an den Seiten des Sockels angebrachten, 14 Namen stammen von einem späteren Zeitpunkt nach 246 n. Chr. Offensichtlich war der Genius zwischenzeitlich beschädigt worden: „Diese 14 haben dies auf eigene Kosten wiederherstellen lassen.“
Der angegebene 23. September war der Geburtstag des ersten römischen Kaisers Augustus, was sicher kein Zufall war. Das römische Militär feierte eine Vielzahl von traditionsreichen Kaiserfesten. Neben der richtigen Übersetzung für Baioli, bereitet bis heute in dieser Beziehung auch das Wort Victoriensium Schwierigkeiten. Der Althistoriker Oliver Stoll ist der alten Forschung nach Dorow gefolgt und überlegte, hier möglicherweise den antiken Ortsnamen von Niederbieber erkennen zu können, was beispielsweise der Archäologe Marcus Reuter ablehnte.
Zur Ausstattung der Principia gehörten auch Fresken, deren Reste an Putzbrocken entdeckt wurden. Dorow beschrieb, dass sich auf weißem Kalkgrund farbige Linien und Blätter erhalten hatten.

#### Horreum und Fabrica
Flankiert wurde die Principia von einem Speicherbau (Horreum) auf der westlichen und einer Werkstätte (Fabrica) auf der östlichen Seite. Beide Gebäude wiesen eine Innenfläche von je gut 650 Quadratmeter auf. Das Horreum besaß einen auf Pfosten schwebenden Holzboden, der gemeinsam mit in den Außenmauern angebrachten Lüftungsschlitzen für eine zur Lagerung von Getreide und Hülsenfrüchten notwendige Luftzirkulation sorgte. Zudem wurde durch die angehobene Position des Bodens Kleinnagern der Zugang zu den Lebensmittelvorräten erschwert. Das andere Gebäude wurde als Fabrica angesprochen; sein Boden lag ebenerdig und die Befunde wiesen eine große Menge an Holzkohle und Eisenschlacke auf. Es war vermutlich zunächst auch als Horreum erbaut, später aber in eine Fabrica umgewandelt worden.

#### Praetorium
Westlich des Horreums befand sich das repräsentative und komfortable Wohngebäude des Kommandanten, das so genannte Praetorium. Seine Zimmer besaßen Estrichfußböden, die verputzten Wände waren zum Teil bunt bemalt. Einige der Räumlichkeiten waren mit Fußboden- und Wandheizungen versehen, darunter das geräumige, mehrgliedrige Bad. Angrenzende Abfallgruben mit den Funden von hochwertigem Trinkgeschirr und großen Mengen Austernschalen weisen auf den Lebensstil der Lagerkommandanten hin.

#### Mannschaftenbaracken und Stallungen
Die Mannschaften waren – wie die Pferde der teils berittenen Einheiten – in der Praetentura und im hintersten Drittel der Retentura untergebracht. Sie lebten zu jeweils acht Mann in einem zweiräumigen Contubernium (Stubengemeinschaft). Jeweils acht bis zehn solcher Contubernia befanden sich in den lang gestreckten Centuria, den in einfacher Fachwerkbauweise errichteten Mannschaftsbaracken. Die Hauptleute (Zenturionen oder Dekurionen) waren in etwas geräumigeren Unterkünften am Kopf der Baracke untergebracht. Im unmittelbaren Bereich der Mannschaftsbaracken lagen auch die Stabulum equile (Stallungen für die Pferde). Zwei der in Niederbieber freigelegten Gebäude wurden als Stallungen angesprochen, ein größeres für rund 80 Pferde und ein kleineres für etwa 30 bis 40 Tiere. Sie wiesen keine internen Trennwände auf. Ihre Ausgräber glauben, dass sich die Pferde wohl in zwei Reihen entlang der Längsachse des Gebäudes gegenüberstanden und (wenn überhaupt) nur an einem einfachen Balken festgemacht waren.

### Kastellbad
In zweierlei Hinsicht eine Besonderheit stellt das große Kastellbad (Balineum) von Niederbieber dar. Es befand sich nicht – wie bei römischen Militärlagern eigentlich üblich – außerhalb des Lagers, sondern war in die Retentura (Hinterlager) integriert, innerhalb derer es sich unmittelbar östlich der Via Decumana und nördlich den Principia befand. Und es war besonders groß und aufwändig gestaltet. Die im Bad geborgenen Ziegel mit Stempeln der in Argentoratum (Straßburg) liegenden Legio VIII Augusta wurden entweder hierher geliefert oder durch einen Bautrupp der Legion errichtet. Das unmittelbar mit dem Kastell unter Commodus errichtete Balineum zeugt von dem großen Engagement der Straßburger Legion am Limes. Der unmittelbare Einsatz dieser Truppe konnte beispielsweise zeitgleich am Anbau des Kastells Osterburken inschriftlich nachgewiesen werden.
Es handelt sich bei dem Niederbieberer Bad um eine symmetrisch konzipierte Doppelanlage, die sich neben der west-östlichen Teilung über die Symmetrieachse noch in einen unbeheizten südlichen und einen beheizten nördlichen Teil gliederte. Über den im Süden gelegenen Eingangsbereich gelangte der Besucher zunächst in den unbeheizten Teil, der am ehesten einer Palästra entsprach und der Ausübung gymnastischer und anderer sportlicher Aktivitäten diente. Erst daran schloss sich im Norden der eigentliche Badebereich an. In diesen gelangte der Besucher über ein die Gesamtanlage scheinbar verjüngendes Apodyterium (Umkleideraum), auf das die üblichen Räumlichkeiten einer römischen Therme, Frigidarium (Kaltbaderaum), Tepidarium (Warmbaderaum) und Caldarium (Heißbaderaum) folgten, jeweils über die Symmetrieachse gespiegelt, doppelt vorhanden.
Beheizt wurde die Anlage mittels Hypokausten, die über insgesamt sieben Praefurnien (Feuerungsanlagen) an drei Seiten des eigentlichen Badekomplexes beheizt wurden. Die Wasserversorgung erfolgte vermutlich aus etwa 1,7 Kilometer nordöstlich entfernt liegenden, in der Nähe des nicht erhaltenen Limes-Wachturmes Wp 1/33 befindlichen Quellen. Von dieser Stelle aus, die sich rund 50 Höhenmeter oberhalb des Kastellniveaus befand, wurde das Trinkwasser über einen kleinen Durchbruch in der nördlichen Kastellmauer in das Lager geleitet. Spuren der ehemaligen Wasserleitungen konnten bei den Ausgrabungen von 1897 noch festgestellt werden. Die Entsorgung des Brauchwassers erfolgte über drei Kanäle, die schließlich zu einem Hauptkanal zusammengefasst das gesammelte Abwasser im Bereich der Porta Decumana aus dem Kastell leiteten.

Kastellbad
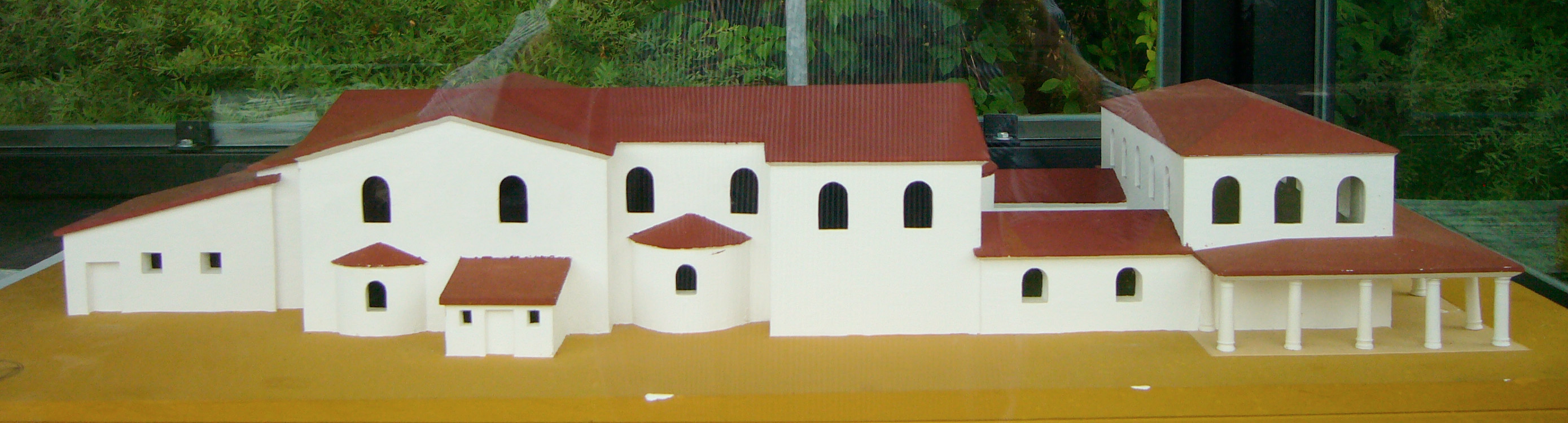
Modell des Numerusbades
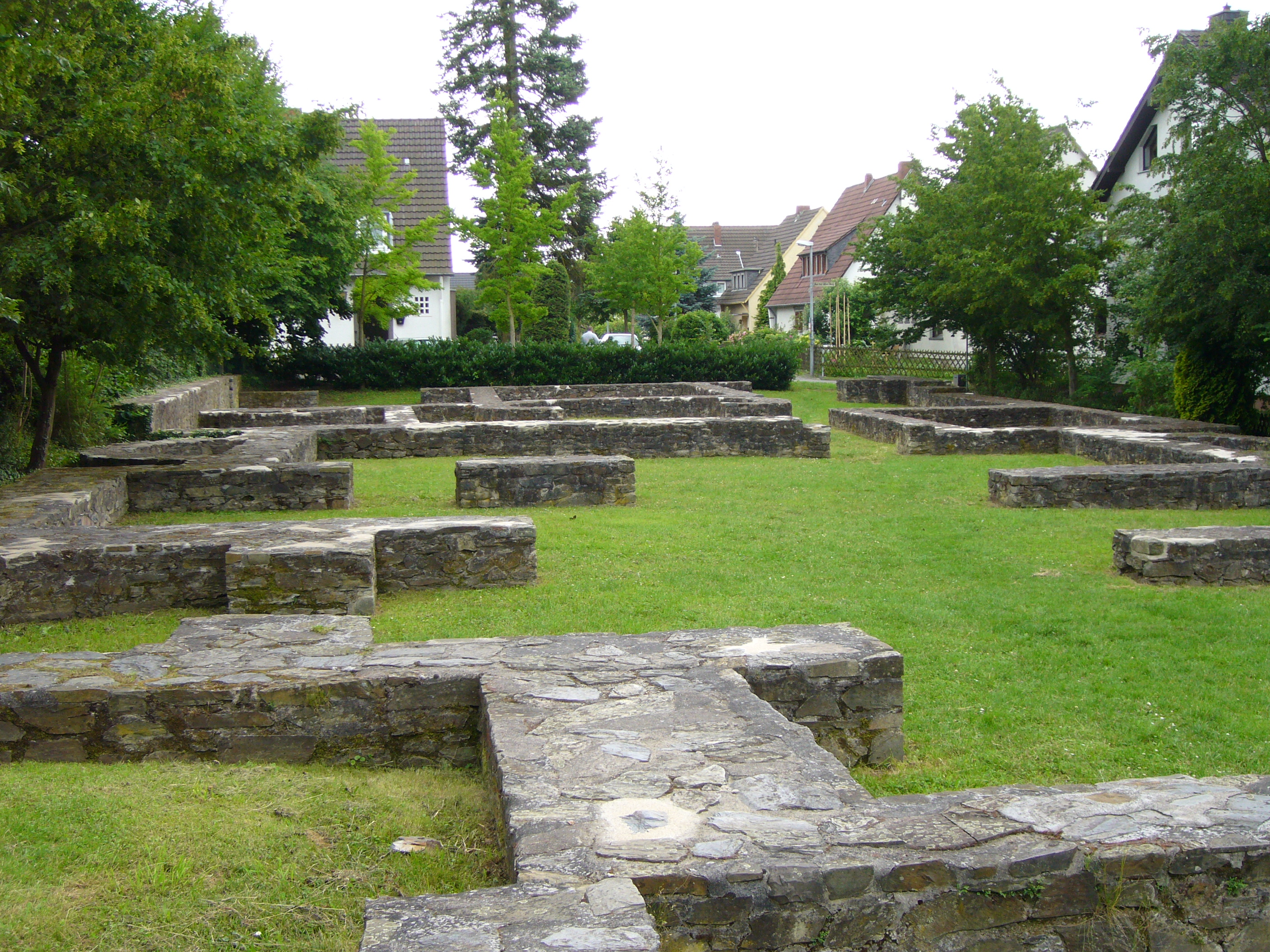
Konservierte und rekonstruierte Grundmauern des Kastellbads
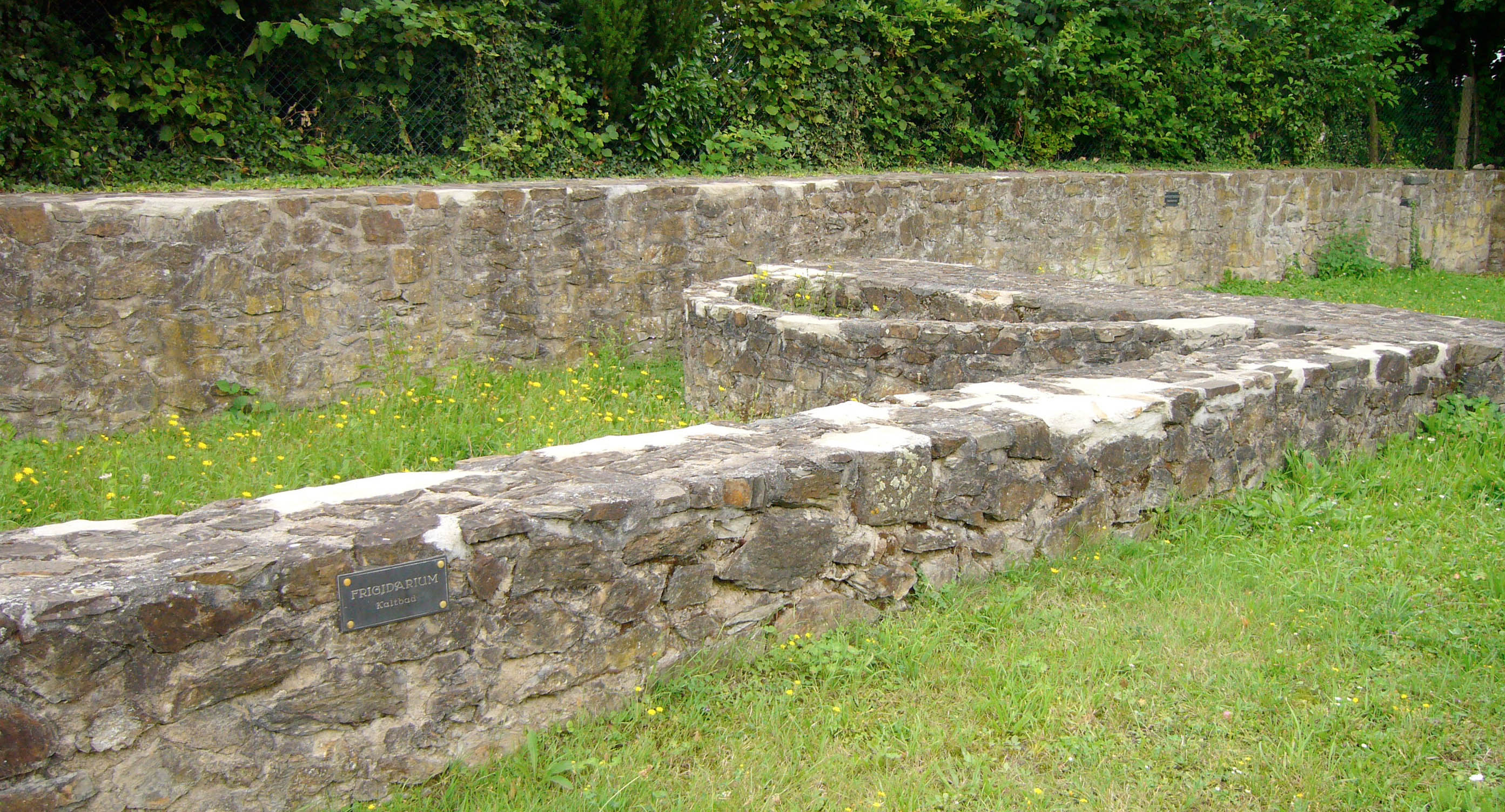
Teil des Frigidariums mit einer halbrunden Piscina
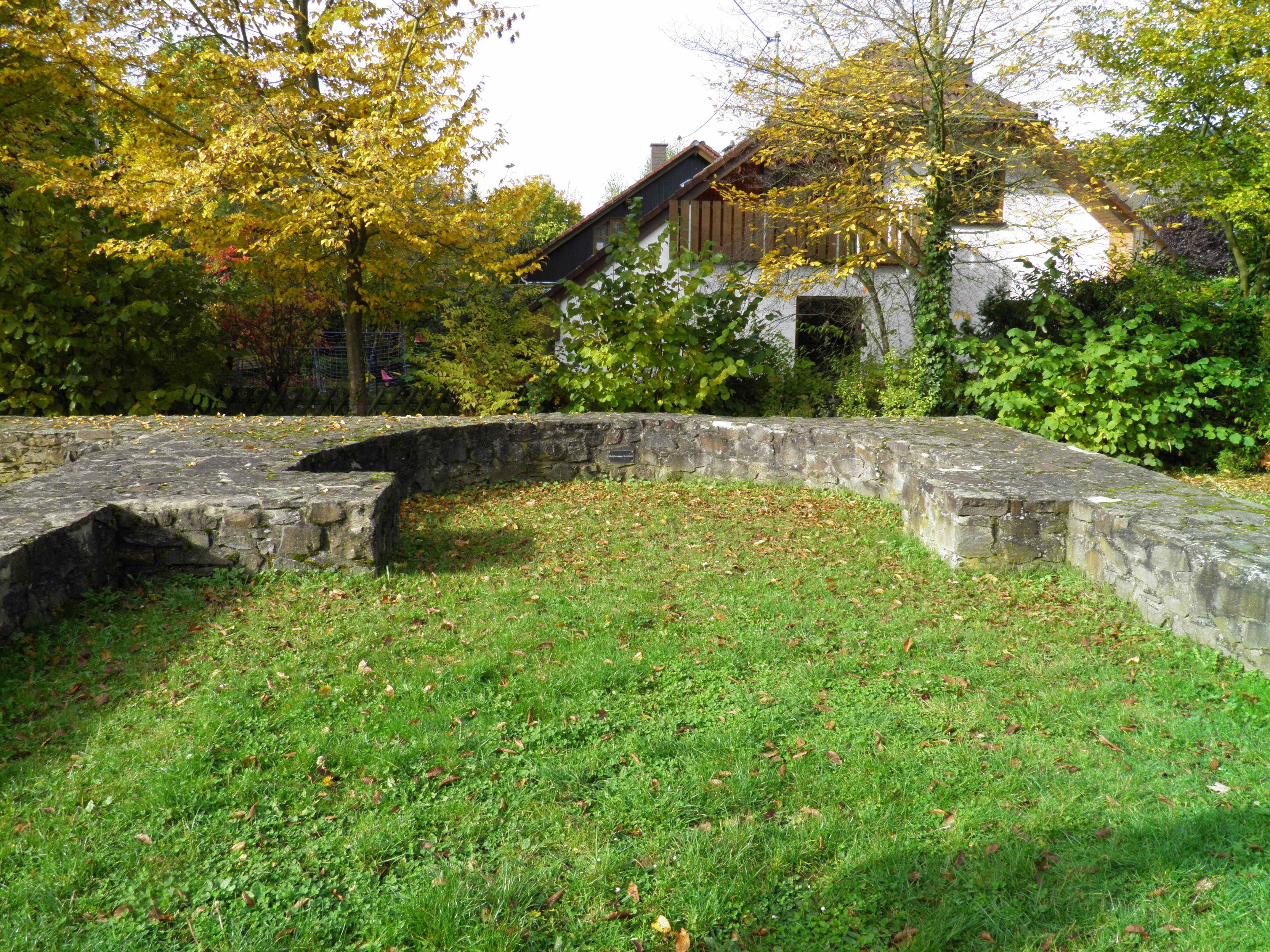
Apsis

### Truppe und Militärpersonal
Das Lager wurde vermutlich von Anfang an als gesonderte Kastellform für zwei Numeri („Einheiten“, Singular: Numerus) konzipiert, deren Mannschaftsstärke die der gewöhnlichen Numeri deutlich übertraf. Insgesamt werden in Niederbieber 1000 Mann gelegen haben. Zwei dieser hier stationierten Einheiten sind durch Inschriftenfunde gesichert. Dabei handelt es sich um den Numerus Exploratorum Germanicianorum Divitiensium („Germanische Aufklärungseinheit aus Deutz“) und einen Numerus Brittonum („Britische Einheit“).
Numeri der Brittonen kommen relativ häufig am Obergermanischen Limes vor. Sie wurden in ihrer britannischen Heimat aufgestellt und später in die Provinz Germania superior abkommandiert, wo sie insbesondere im Bereich des Odenwaldlimes zum Einsatz kamen. Bei dem Numerus Exploratorum Germanicorum Divitiensium handelte es sich um eine teilberittene Spezialeinheit, die zu Aufklärungszwecken auch jenseits der Grenze eingesetzt wurde. Sie war möglicherweise zuerst im Raum Köln-Deutz stationiert gewesen oder von einer dort stationierten Truppe abgespalten und zu einer selbständigen Einheit gemacht worden. Ausweislich der Niederbieberer Befunde wurden beide Einheiten von einem gemeinsamen Kommandanten – vermutlich dem Praefectus der Exploratores – befehligt, blieben aber im Übrigen selbständige Truppenteile. Die gesamte Garnison dürfte vielfältige Aufgaben bei der Sicherung des nördlichen Limesabschnittes übernommen haben, die von der Gestellung der Mannschaften für die Limeswachtürme bis zur operativen Aufklärung des Limesvorlandes reichten.
Nahe der Landstraße, am linken Ufer des Aubaches, wurde eine fragmentierte Weihung entdeckt, die dem Genius der Sanitätsdienstgrade (Capsarii) vom Numerus Divitiensium Gordianorum durch den Medicus (h)ordinarius, dem ranghöchsten Arzt, Titus Flavius Processus gewidmet worden war. Die durch den kaiserlichen Ehrennamen auf die Regierungszeit von Gordian III. (238–244) datierbare Inschrift, an der noch Ansätze der einst darüberstehenden Figur des Genius sichtbar waren, nennt auch den damaligen Kommandeur der Einheit (Praefectus numeri), Caius Vibius Vitale.

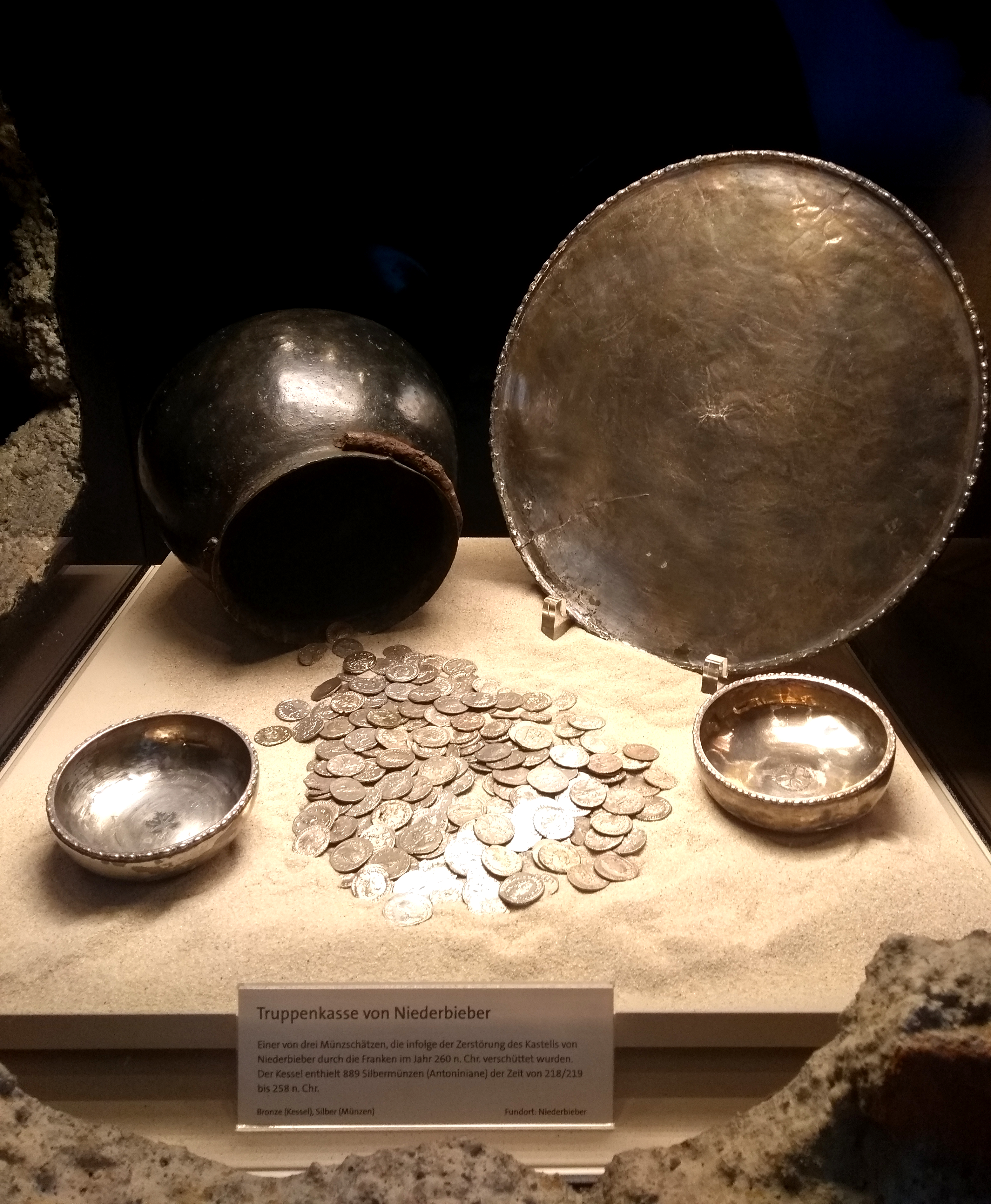
Teil der vormaligen Truppenkasse im Rheinischen Landesmuseum Bonn

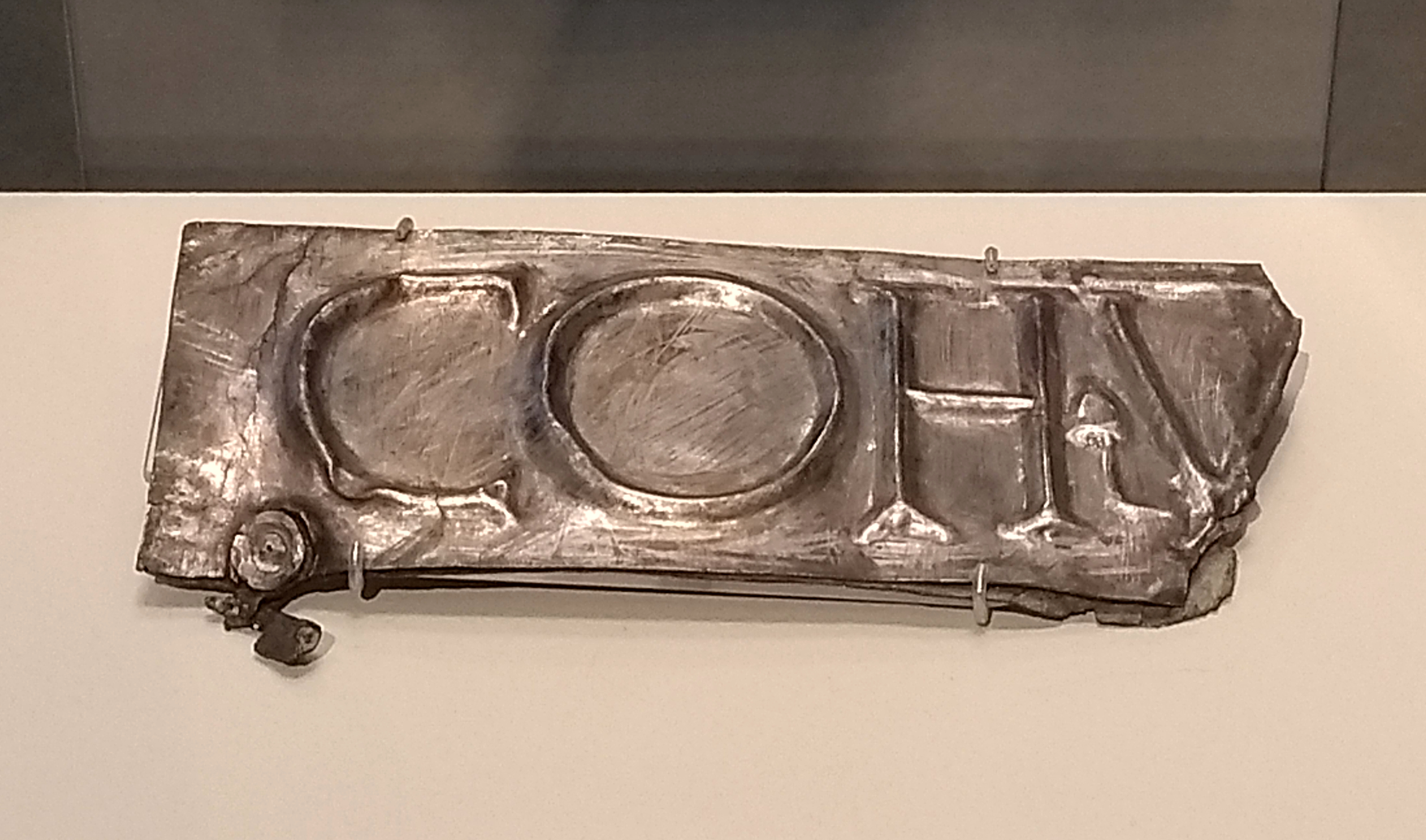
Fragment des in Niederbieber gefundenen Feldzeichens der Cohors VII Raetorum

### Untergang
Die Kastellbesatzung erfüllte ihre Aufgaben über einen Zeitraum von guten sieben Jahrzehnten, bevor sie – nach älteren Theorien – während einer fränkischen Offensive oder einem Alamannenangriff ein gewaltsames Ende fand. Die jüngere Forschung tendiert demgegenüber zu der Annahme, Niederbieber sei im Zusammenhang mit den Ereignissen um die Gründung des Gallischen Sonderreiches (Imperium Galliarum) im Sommer oder Herbst 260 untergegangen. Diese Theorie hat erstmals der amerikanische Historiker Lawrence Okamura ausgesprochen, nachdem er die Befunde studiert hatte. Hilfreich bei der Datierung waren die Schatzfunde von Niederbieber.  Im Jahr 1900 waren auf dem Kastellgelände zunächst zwei Münzhorte, sechs Jahre später ein weiterer Münzschatz entdeckt worden. Die Schlussmünzen aller drei Horte stammen aus der gemeinsamen Regierungszeit des Kaisers Valerian und seines Mitregenten Gallienus (253–260). Sie stützen damit eine Deponierung und das Ende des Kastells während des endgültigen Zusammenbruchs des Obergermanisch-Raetischen Limes 259/260 oder kurz davor. Bereits Hoffmann hatte große Mengen an Tierknochen rings um das Stabsgebäude entdeckt. Nach Okamura könnte dieser Befund darauf hindeuten, dass die Tiere angesichts einer drohenden Belagerung in das Kastell gebracht wurden, nachdem sich die Besatzung auf die Seite des in Köln amtierenden Unterkaisers Saloninus geschlagen hatte. Saloninus war ein Sohn des regierenden Gallienus und musste sich 260 gegen den letztendlich erfolgreichen Usurpator Postumus verteidigen. Der im Stab des Saloninus tätige Kommandeur Postumus wandte sich gegen den Regenten, ließ ihn hinrichten und gründete das bis 274 bestehende Gallische Sonderreich. Zuvor könnten die Truppen des Postumus jene Heeresverbände angegriffen haben, die offen gegen den Usurpator standen. Spuren am südlichen Turm des Westtores, die auf ein Untergraben der Mauer hindeuten, können laut Okamura nicht von Germanen stammen. Er sieht hier Zeichen einer römischen Belagerung, bei der Pioniere eine professionelle Untertunnelungstechnik angewandt hätten. Nachdem die Soldaten des Postumus in das Kastell eingedrungen waren, hätten sie die Verteidiger niedergemacht.
Besonders augenfällig war im Zusammenhang mit dem Untergang auch das von Hoffmann im rückwärtigen Bereich der Principia nahezu vollständig vorgefundene menschliche Skelett, da es ein deutliches Schlaglicht auf die letzten Stunden des Kastells warf. Wie in den Kastellen Osterburken und Pfünz ging auch die Besatzung von Niederbieber im Kampf unter. Das Skelett lehnte in sitzender Position an einer Wand der unmittelbar östlich an das Fahnenheiligtum angrenzenden Schola. Im Fundzusammenhang standen als Beifunde die Reste eines silbernen Feldzeichens (Signums), zu denen eine „ganz zusammengeknitterte“ vergoldete Reliefscheibe sowie der Rest des Truppennamens Cohors VII Raetorum equitata („7. teilberittene Kohorte der Räter“) gehörten. Daneben fand sich noch ein eiserner, mit Bronzeblech eingefasster Helm. Der Gefallene war ein Signifer oder Imaginifer der an Ort und Stelle bei der Verteidigung seines Feldzeichens gestorben war. Anscheinend war er mit seiner Truppe aus dem nahe gelegenen Kastell Niederberg hierher zur Hilfe geeilt und gemeinsam mit der eigentlichen Besatzung von Niederbieber untergegangen. Die restaurierte Reliefscheibe zeigte das Bild eines Feldherren oder Kaisers. In der genannten, nach Dorow gewaltsam zerdrückt aufgefundenen vergoldeten Reliefscheibe, die ein Bildnis trug, sah Okamura ein Abbild des Saloninus, das von den Angreifern in ihrer Wut zerstört worden sei.

## Vicus

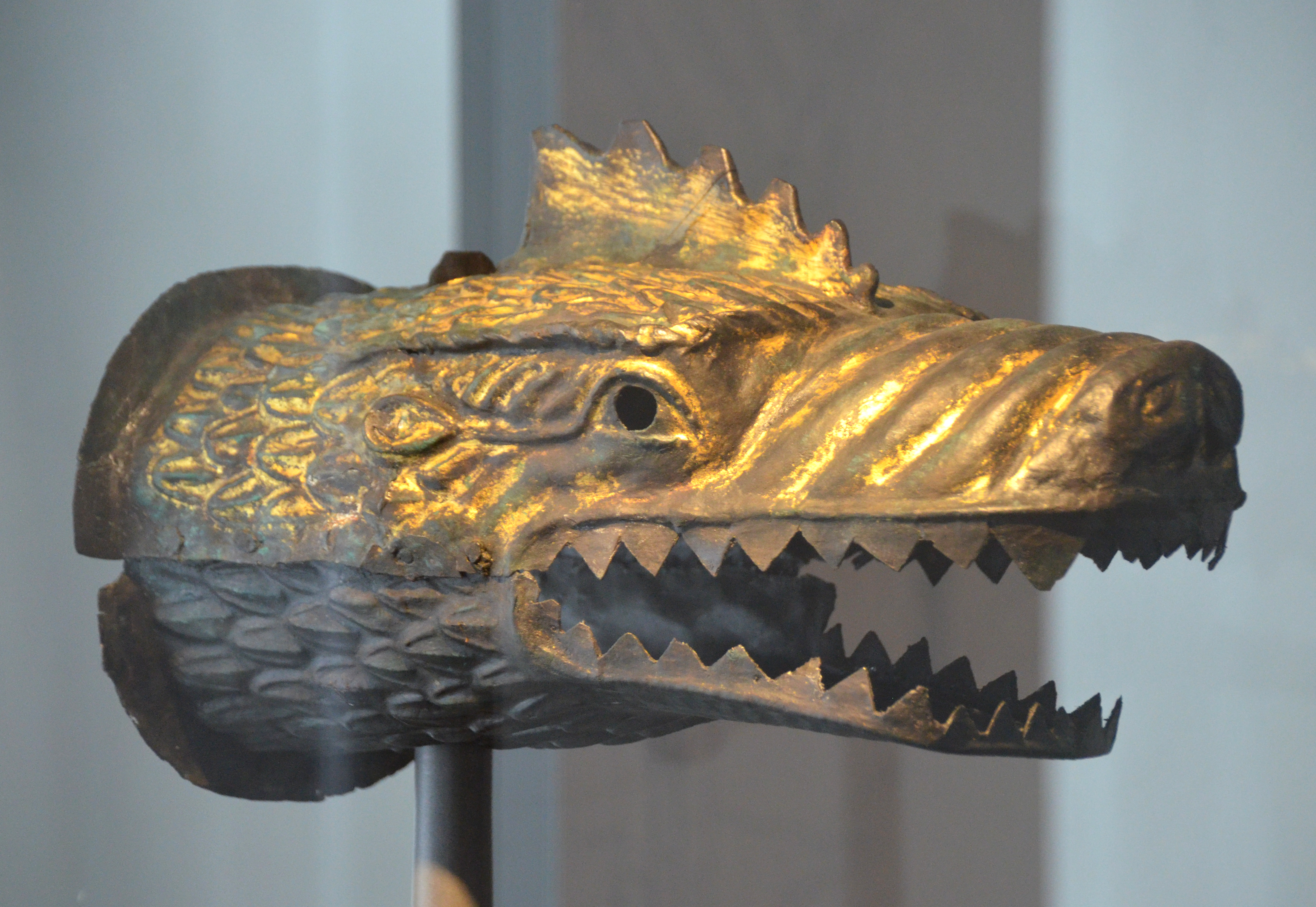
Der einzige voll erhaltene Aufsatz einer römischen Drachenstandarte, gefunden im Vicus des Kastelles in Form eines Drachenkopfes, heute im Landesmuseum Koblenz

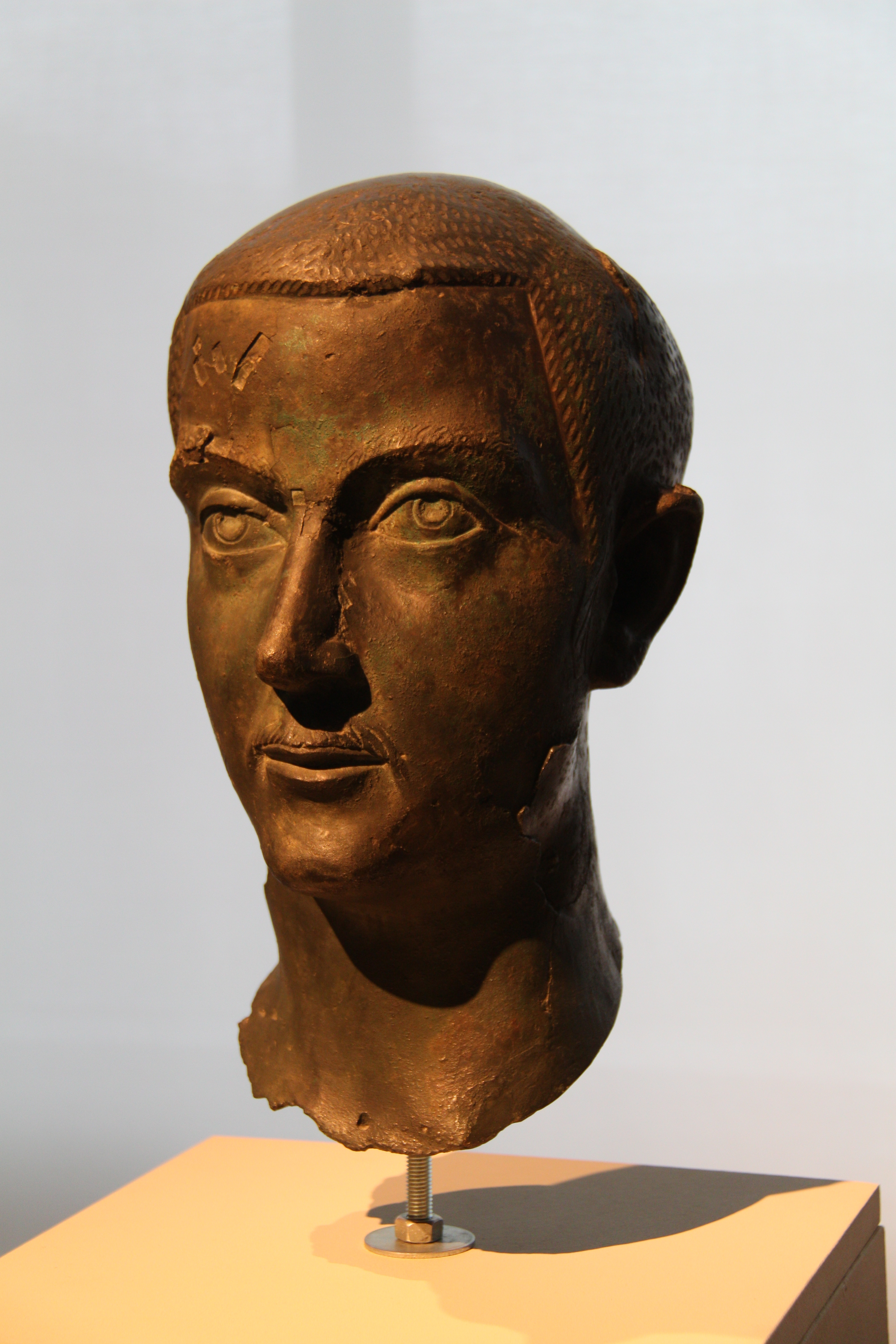
Bronzebüste Gordians III. aus Niederbieber

Rund um das Kastell befand sich der Vicus, die Zivilsiedlung, in der sich entlassene Militärs, Angehörige der Soldaten sowie Handwerker, Händler und Dienstleister niederließen. Der Vicus von Niederbieber begann im Anschluss an einen etwa 100 bis 150 Meter breiten, unbebauten Streifen, der das gesamte Kastell umgab, erstreckte sich im Norden bis unmittelbar an den Limes heran und war sonst bis zu einer Tiefe von etwa 500 Metern gestaffelt. An seiner Nordost- und an seiner Südostseite war er von einem Umfassungsgraben begrenzt.
Innerhalb dieses Areals ließ sich keine systematische Anordnung der einzelnen Häuser ausmachen. Die Bauten waren nicht an Straßenzügen ausgerichtet, sondern standen in lockeren Baugruppen beieinander. Die lockere Bauweise spricht möglicherweise dafür, dass der Gartenbau für die Bewohner des Vicus eine gewisse Rolle spielte. Es dominierten die für ein Kastelldorf typischen Streifenhäuser mit ihrer langrechteckigen Form. Die vermutlich in Lehmfachwerkbauweise errichteten Gebäude waren zum Teil unterkellert, nur wenige waren mit einer Heizung versehen. Repräsentative Sakralbauten fehlten vollständig. Im Zuge eines großflächigen Bimssteinabbaus auf dem Gebiet des Vicus wurden vor allem zwischen den 1950er und 1970er Jahren zahlreiche Baureste nur notdürftig dokumentiert. Hölzerne Strukturen der Bauten sind so gut wie unbekannt. Als einzige Belege sind meist nur Keller ergraben worden, die zum Teil in Stein ausgebaut waren.
Aus dem südöstlichen Lagerdorf stammt ein bronzenes Porträt des Kaisers Gordian III. (240–244 n. Chr.). Der Kopf war Teil eines kleinen Metall- beziehungsweise Mischhortes, den Koenen 1894 in den Heizkanälen einer Darre fand. Weitere Großbronzenfragmente aus Niederbieber gehören zu einer Panzerstatue. Deren genaue Fundstellen sind unbekannt. Sie können jedoch in die Zeit zwischen 185 und 260 n. Chr. verortet werden.

## Limesverlauf zwischen dem Kastell Niederbieber und dem Kleinkastell Anhausen
Vom Kastellplatz Niederbieber bis zum nordöstlichen Rande des heutigen Ortes Oberbieber sind vom Limesverlauf im besiedelten oder landwirtschaftlich genutzten Gelände kaum noch Spuren wahrnehmbar. Erst ab dem Wingertsberg, auf dem sich die Rekonstruktion eines Wachturms befindet, bis zum Kleinkastell Anhausen, finden sich in überwiegend bewaldetem Terrain wieder einige Hinterlassenschaften des Limes.
Spuren der Limesbauwerke zwischen dem Kastell Niederbieber und dem Kleinkastell Anhausen:
| ORL      | Name/Ort               | Beschreibung/Zustand |
| ORL 1a   | Kastell Niederbieber   | siehe oben |
| Wp 1/31  |                        | Vermutete, aber nicht nachgewiesene Turmstelle. |
| Wp 1/32  |                        | Vermutete, aber nicht nachgewiesene Turmstelle. |
| Wp 1/33  | „An der Kreuzkirche“   | Infolge der Bedeutung dieser Stelle für die Wasserversorgung des Kastells Niederbieber nicht unwichtiger Wachturm. Hier beginnt das Wiesental, durch das die im Bereich des Wachturms bzw. der Ruinen der Kreuzkirche Melsbach befindlichen Quellen über eine rund 1,7 Kilometer lange Wasserleitung zum Kastell hin abgeleitet wurden. Die Turmstelle selbst beinhaltete die Spuren von zwei Steintürmen und einem älteren Holzturm. Beide Steintürme waren quadratisch und verfügten über 0,80 Meter starke Mauern. Der westliche Steinturm, der rund 17 Meter vom Wallgraben entfernt lag, war mit einer Seitenlänge von 4,50 Metern etwas kleiner als der östliche, der eine Seitenlänge von 4,85 Meter aufwies. Beide Türme waren von (Entwässerungs-)Gräben umgeben, der westliche jedoch nur zu etwa zwei Dritteln des Gesamtumfangs. Von dem hölzernen Vorgängerturm, der eine Seitenlänge von annähernd fünf Metern besessen zu haben scheint, konnten unter dem östlichen Steinturm noch drei Pfostensetzungen festgestellt werden. 2007 wurde durch behutsame Wiederfreilegung geklärt, ob der Turm im Rahmen des Limesförderungsprogramms im Gelände an einem Limeswanderweg sichtbar gemacht werden könne. Nach einem positiven Ergebnis wurden die Ecken des westlichen Steinturms mittels Gabionen im Gelände dargestellt. |
| Wp 1/34  |                        | Vermutete, aber nicht nachgewiesene Turmstelle. |
| Wp 1/35a |                        | Vermutete, aber nicht nachgewiesene Turmstelle |
| Wp 1/35  |                        | Die lange Zeit nur vermutete Turmstelle wurde 1986 entdeckt. Der Steinturm wurde freigelegt und im Garten eines Hauses konserviert. |
| Wp 1/36  |                        | Schon zur Zeit der Reichs-Limeskommission fanden sich nur noch schwache Spuren aufgrund der Fundkonzentration in diesem Bereich. Von der Turmstelle selbst war und ist nichts zu sehen. |
| Wp 1/37  | „Auf dem Wingertsberg“ | Der von Heinrich Jacobi entdeckte Schutthügel des Steinturms befindet sich rund 26 Meter hinter dem Wall- und 33 Meter hinter dem Palisadengraben des Limes. Ein hölzerner Vorläuferturm konnte nachgewiesen werden. Da der Turm nur an seiner nordöstlichen Ecke angegraben wurde, ließen sich die Maße nicht bestimmen. Eine fehlerhafte Rekonstruktion befindet sich südlich der eigentlichen, etwa 30 Meter entfernten Turmstelle. |
| Wp 1/37a |                        | Auf Grund von Streufunden und wegen der topographischen Gegebenheiten vermutete, aber nicht archäologisch nachgewiesene Turmstelle. |
| Wp 1/38  | „Sandschleife“         | Gut sichtbarer Schutthügel eines Steinturms, der an der Stelle eines vorangegangenen Holzturms errichtet worden war, etwa 29 Meter hinter der Palisade, an einem steilen Abhang oberhalb des Aubachtals. Quadratischer Turm mit 5,10 Metern Seitenlänge und einer Mauerstärke von einem Meter, der von keinem Graben umgeben war. Von der Galerie des Turmes aus konnte der gesamte Limes von Wp 1/18 bis Wp 1/33, das Kastell Niederbieber sowie weite Teile des westlichen Neuwieder Beckens eingesehen werden. |
| Wp 1/39  | „Auf der Götz“         | Sichtbarer Schutthügel eines Steinturms rund 24 Meter hinter dem Wallgraben des Limes. Es handelt sich um einen ehemals rechteckigen Turm mit den Seitenlängen von 5,0 × 4,8 Metern und einer Mauerstärke von 0,85 Metern. Von einem nahezu quadratisch angelegten, 1,2 bis 2,6 Meter tiefen Spitzgraben umgeben. Wie bei Wp 1/38 bestand eine gute Fernsicht auf den Limes und das Vorland. Die Spuren des Limes selbst sind in diesem Bereich gut erhalten. |
| Wp 1/40  | „Auf der Alteck“       | Wahrnehmbarer Schutthügel eines seltenen, sechseckigen Steinturms mit rund 3,2 Metern Seitenlänge, also einem Durchmesser von 6,4 Meter, und etwa 0,80 Metern Mauerstärke. Umgeben von einem ringförmigen Graben von knapp 14 Metern Durchmesser. Während der Ausgrabungen im Jahr 1893 wurde der Palisadengraben in diesem Bereich auf einer Strecke von rund 20 Metern Länge geöffnet. Es ergab sich das Bild eines bis zu 1,50 Meter tiefen, an der Oberkante 50 Zentimeter, im Bereich der Sohle 0,35 Zentimeter breiten Grabens mit den vermoderten Resten der Palisade und vereinzelten Steinen, die zur Verkeilung der Hölzer gedient hatten. |
| Wp 1/41  | „Anhausen“             | Sichtbarer Hügel, möglicherweise eines ehemaligen Holzturms, wahrscheinlich aber eines Holzgebäudes anderer Bestimmung, mit den Seitenlängen von 7,2 × 4,2 Metern. Zwischen dem Kleinkastell Anhausen und dem Limesgraben – etwa 20 Meter von diesem entfernt – auf künstlich errichtetem Hügel. Zwei Bauphasen konnten nachgewiesen werden: nach einer Zerstörung durch ein Feuer unbekannter Zeitstellung und Ursache wurde der Turm wieder aufgebaut. Weitere, noch ältere Bauphasen, sind nicht auszuschließen. Umgeben war das Gebäude von einem Spitzgraben von 1,50 Meter Breite und einer zum Ausgrabungszeitpunkt erhaltenen Resttiefe von 0,80 Meter. Das Aufgehende des Gebäudes hat vermutlich aus Lehmflecht- oder Lehmfachwerk bestanden. |
| KK       | Kleinkastell Anhausen  | siehe Hauptartikel Kleinkastell Anhausen |

## Fundverbleib

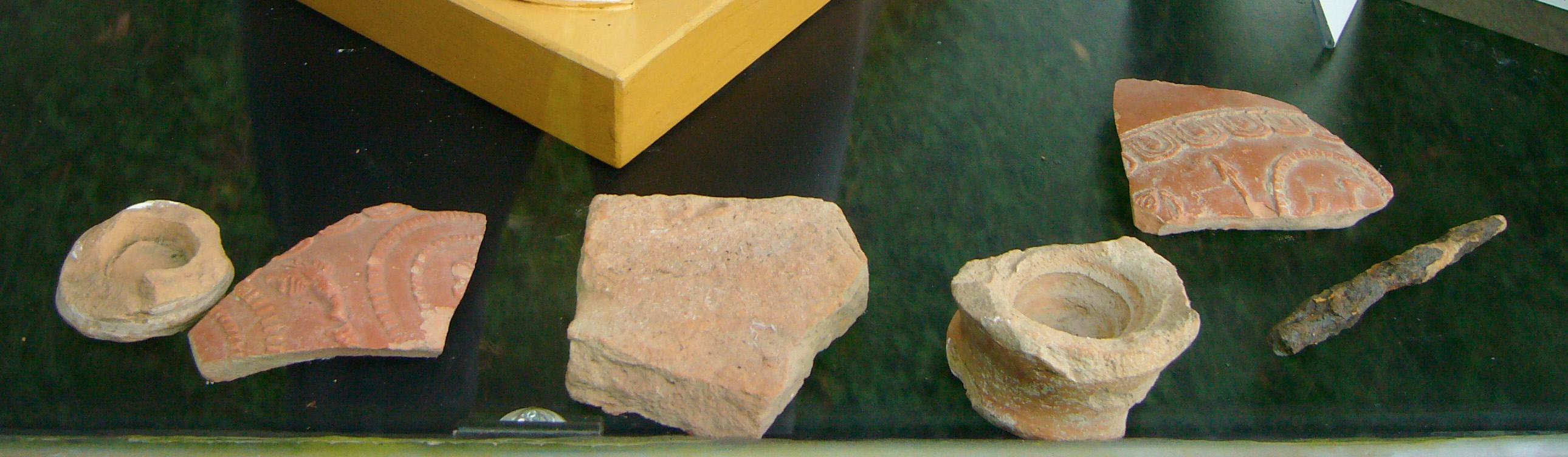
Einzelne Fundstücke

Das Fundmaterial, sofern es nicht im Laufe der Zeit verloren ging, fand in wesentlichen Bestandteilen Aufnahme im Rheinischen Landesmuseum Bonn. Darunter befinden sich auch die spektakulärsten Fundstücke, wie die vergoldete silberne Reliefscheibe mit der dazugehörigen Inschriftentafel aus den Principia sowie der Aufsatz einer Reiterstandarte in Form eines Drachenkopfes, der im Lagerdorf aus dem Boden kam. Weiteres Fundmaterial befindet sich im Landesmuseum Koblenz auf der Festung Ehrenbreitstein und – zu geringeren Teilen – im Kreismuseum Neuwied („Roentgen-Museum“ Neuwied), das aus der Sammlung des „Vereins für Heimatpflege und Altertumskunde im Kreis Neuwied“ entstanden und 1928 eingeweiht worden ist. Heute zählt es zu den bedeutendsten Museen des Mittelrheingebietes.

## Denkmalschutz
Das Kastell Niederbieber und die erwähnten Bodendenkmale sind als Abschnitt des Obergermanisch-Rätischen Limes seit 2005 Teil des UNESCO-Welterbes. Außerdem sind die Anlagen Kulturdenkmale nach dem Denkmalschutzgesetz des Landes Rheinland-Pfalz. Nachforschungen und gezieltes Sammeln von Funden sind genehmigungspflichtig. Zufallsfunde sind an die Denkmalbehörden zu melden.